# Deferred Action for Childhood Arrivals
Deferred Action for Childhood Arrivals (DACA) är en amerikansk immigrationslag instiftad av USA:s dåvarande president Barack Obama i juni 2012. DACA möjliggör för vissa illegala immigranter att få arbetstillstånd i USA, nämligen de som anlände till USA som minderåriga.
President Barack Obama offentliggjorde lagen under ett tal på Rose Garden invid Vita Huset den 15 juni 2012. Lagen och dess program har varit omdebatterade, sedan Donald Trumps tid som president har processer pågått för att försöka avskaffa lagstiftningen.